# Psychotria dolphiniana
Psychotria dolphiniana är en måreväxtart som beskrevs av Ignatz Urban. Psychotria dolphiniana ingår i släktet Psychotria och familjen måreväxter. Inga underarter finns listade i Catalogue of Life.